# 瀬山詠子
瀬山 詠子（せやま えいこ、1930年（昭和5年） - ）は、日本の声楽家（ソプラノ）。音楽教育者。東京藝術大学名誉教授。二期会会員。

## 経歴

### 歌手として
東京藝術大学卒業。畑中良輔、畑中更予に師事。1956年（昭和31年）モーツァルト『フィガロの結婚』ケルビーノでデビュー。1959年（昭和34年）に第1回のリサイタルを開いたのをはじめ、リサイタルを数多く開催。オペラではヒンデミット『ロング・クリスマスディナー』ルーシィ、『フィガロの結婚』伯爵夫人、カール・オルフ『賢い女』などに出演。出演歴は昭和音楽大学オペラ情報センターの記録だけで29件存在する。
また、オペラだけでなく、リートや日本歌曲の普及には先達とも言えるソプラノで、なかでも現代音楽の演奏に優れ、三善晃、石桁真礼生、池内友次郎作品など、現代日本歌曲の分野で不可欠な存在となっている。
1975年度（昭和50年度）文化庁芸術祭において、石桁眞禮生の歌曲による「瀬山詠子・中村義春ジョイント・リサイタル」の成果に対し優秀賞を受賞した。
1991年（平成3年）『瀬山詠子＋三善晃』リサイタルおよび1994年（平成6年）8月に開催された三善晃作品集リサイタル『超える影に』（1991年は初演）は、作曲者自身の伴奏とともに名演奏として名高く、1994年の演奏はCD化もされている。また、1997年の東京藝術大学退官記念リサイタル、2003年（平成15年）6月の二夜にわたる石桁歌曲リサイタルでは各方面より絶賛を得た。2010年（平成22年）には、東京藝術大学奏楽堂において満80歳のおり『傘寿を記念して』のタイトルでリサイタルを開き、現在に至る。
慶應義塾ワグネル・ソサィエティー男声合唱団の定期演奏会ではソリストとして8回にわたり登場している。

### 音楽教育者として
瀬山の門下生による「詠の会」が組織されており、2015年（平成27年）1月14日には第24回演奏会『三善晃 歌曲の夕べ 追悼特別演奏会』が開催されている。出演者は三宮美穂、紙谷弘子、小畑朱実、斎藤三和子、濱田千枝子、星野直子。また、彌勒忠史、崔宗宝、田代和久、乗松恵美、藤澤幸義子、戸山志津江、西口則子、鳥養和歌子、も瀬山の教えを受けている。瀬山は藝大教授当時「日本歌曲を正しく歌える人が少ないことを憂い、本当に勉強したい人に分け隔てなく、自分の培ったものを全て伝えていきたい」と藝大大学院において「日本歌曲ゼミナール」を始めた。
東京藝術大学を定年退官後30年を迎える2020年現在においても、「日本歌曲ゼミナール」を継続して開催している。レッスンは非常に厳しく、自作品のレッスンを聴講した木下牧子は「私が受けたら泣いてしまいそう」と記している。また、大分県立芸術文化短期大学での声楽公開レッスンや、東京二期会「日本歌曲研究会」講師、国立音楽大学における声楽公開レッスン、さらには2020年（令和2年）11月-12月には文化庁委託事業「次代の文化を創造する新進芸術家育成事業」として、日本歌曲の公開マスタークラス講師を務めるなど、声楽界の重鎮として、後進の育成に第一線で活躍中である。

## 受賞（受章）歴
- 1967年（昭和42年）中西賞
- 1975年度（昭和50年度）文化庁芸術祭賞優秀賞[23]
- 1992年（平成4年）京都音楽賞
- 1993年（平成5年）紫綬褒章
- 1997年度（平成9年度）第7回朝日現代音楽賞
- 2001年（平成13年）勲四等宝冠章[19]

## 楽界活動
- 1984年度（昭和58年度）第7回ハーモニーホールふくい 新人演奏会 オーディション審査員[24]
- 1990年（平成2年）第43回全日本合唱コンクール全国大会審査員[25]
- 1995年度（平成6年度）第18回ハーモニーホールふくい 新人演奏会 オーディション審査員[24]
- 2000年度（平成11年度）第23回ハーモニーホールふくい 新人演奏会 オーディション審査員[24]
- 2019年度（平成31年度）奏楽堂日本歌曲コンクール 歌唱部門審査委員[26]
- 2020年（令和2年）第12回国際シニア合唱祭『ゴールデンウェーブin横浜』講評者[27]

## 主なディスコグラフィー
ソロの歌唱の主なものを挙げる。以下の他にも参加している音源が多数存在する。
- LP 日本の歌曲第1集 瀬山詠子、三浦洋一 キングレコード
- LP 日本の歌曲第2集 瀬山詠子、三浦洋一 キングレコード
- LP 末吉保雄 / 浦田健次郎作品集 日本歌曲全集(21) 瀬山詠子、桐生郁子、三浦洋一、野口龍 他 ビクター音楽産業株式会社
- LP 『三好達治の詩による14の歌曲』 瀬山詠子、高橋従子 DENON
- CD 瀬山詠子(ソプラノ) 三浦洋一(ピアノ) / 日本歌曲全集(30)三善晃作品集 ビクター音楽産業株式会社
- CD 『盲目の秋』瀬山詠子ソプラノリサイタル フォンテック
- CD 三善晃歌曲集1『超える影に』瀬山詠子、三善晃 ビクターエンタテインメント
- CD 三善晃歌曲集2『白く』瀬山詠子、三浦洋一 ビクターエンタテインメント
- CD 瀬山詠子 / 日本の声楽・コンポーザーシリーズ(4)石桁真礼生 瀬山詠子、築地利三郎、三浦洋一 ビクターエンタテインメント
- CD3枚組 池内友次郎の音楽とその流派 オムニバス キングレコード
- CD3枚組 諸井三郎とその門下の音楽 オムニバス キングレコード
- CD 南弘明作品 萬葉と宇宙の幻想ー現代日本の作曲家シリーズ20 オムニバス フォンテック
- CD 日本の名歌 ベスト オムニバス キングレコード

## エピソード
恩師畑中良輔がつけたニックネームは「トルコ」。畑中逝去後の「お別れの会」において、瀬山は門下生代表として「感謝の言葉」を述べたが、その冒頭は「先生、トルコでございます」という呼び掛けであった。